# Morbras
Der Morbras ist ein kleiner Fluss im Zentrum von Frankreich, der in den Départements Seine-et-Marne und Val-de-Marne der Region Île-de-France im östlichen Großraum von Paris verläuft.

## Geografie

### Verlauf
Der Morbras entspringt im Ortsgebiet der Gemeinde Pontcarré, entwässert generell in westlicher Richtung durch die Vorstädte im Ballungsraum von Paris in der Landschaft Brie und mündet nach insgesamt rund 17 Kilometern im Gemeindegebiet von Bonneuil-sur-Marne als linker Nebenfluss in die Marne.

### Orte am Fluss
(Reihenfolge in Fließrichtung)
- Pontcarré
- Roissy-en-Brie
- Pontault-Combault
- La Queue-en-Brie
- Noiseau
- Sucy-en-Brie
- Ormesson-sur-Marne
- Bonneuil-sur-Marne